# Schröders

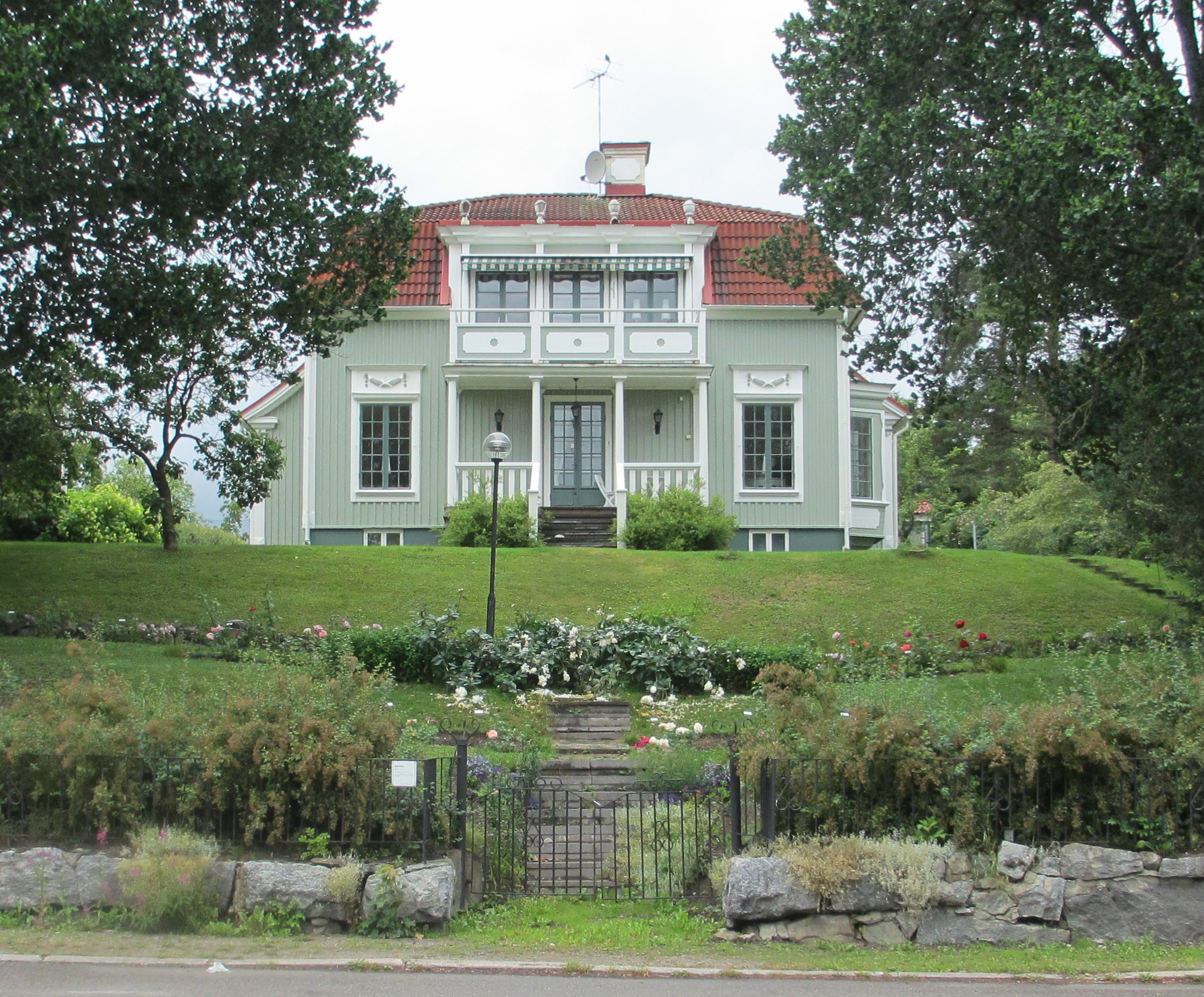
Schröders.

Schröders är en villa som uppfördes 1923 i Söderhamn.
Byggnaden uppfördes efter ritningar av arkitekten C. Mattsson som tjänstebostad åt de högre cheferna vid Bergvik och Ala Nya AB och var ursprungligen uppdelad i två lägenheter. En av de första hyresgästerna var inspektor Axel Schröder (född 1864 i Fryksände församling, Värmlands län, död 1946 i Söderhamn), som kommit att ge namn åt byggnaden. Axel Schröder var far till Helge Schröder (född 1901 i Ljusne, död 1989 i Söderhamn), som blev jägmästare vid Bergvik och Ala AB 1928 och var skogschef där 1943–1967.
Byggnaden är ett välbevarat exempel på dåtidens högreståndsarkitektur och erinrar om de planer på en villastad som då fanns i Söderhamn.